# Église Saint-Jean de Villeneuve-de-Mézin
Pour les articles homonymes, voir Église Saint-Jean.
L'église Saint-Jean est une église catholique située dans le département de Lot-et-Garonne, à Villeneuve-de-Mézin, sur territoire de la commune de Lannes, en France.

## Historique

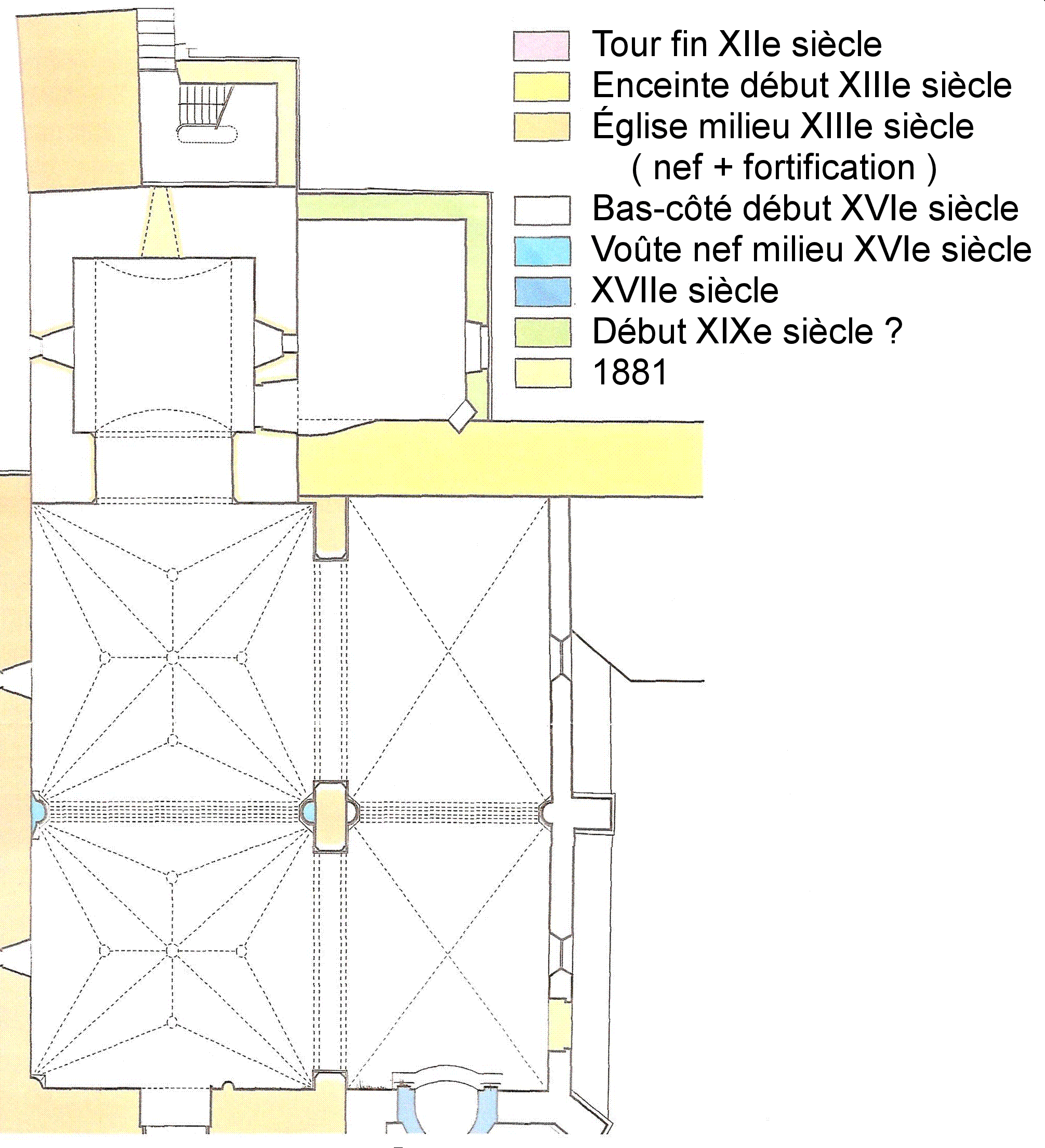
Évolution de l'église de Villeneuve de Mézin au cours des siècles, d'après Stéphane Thouin.

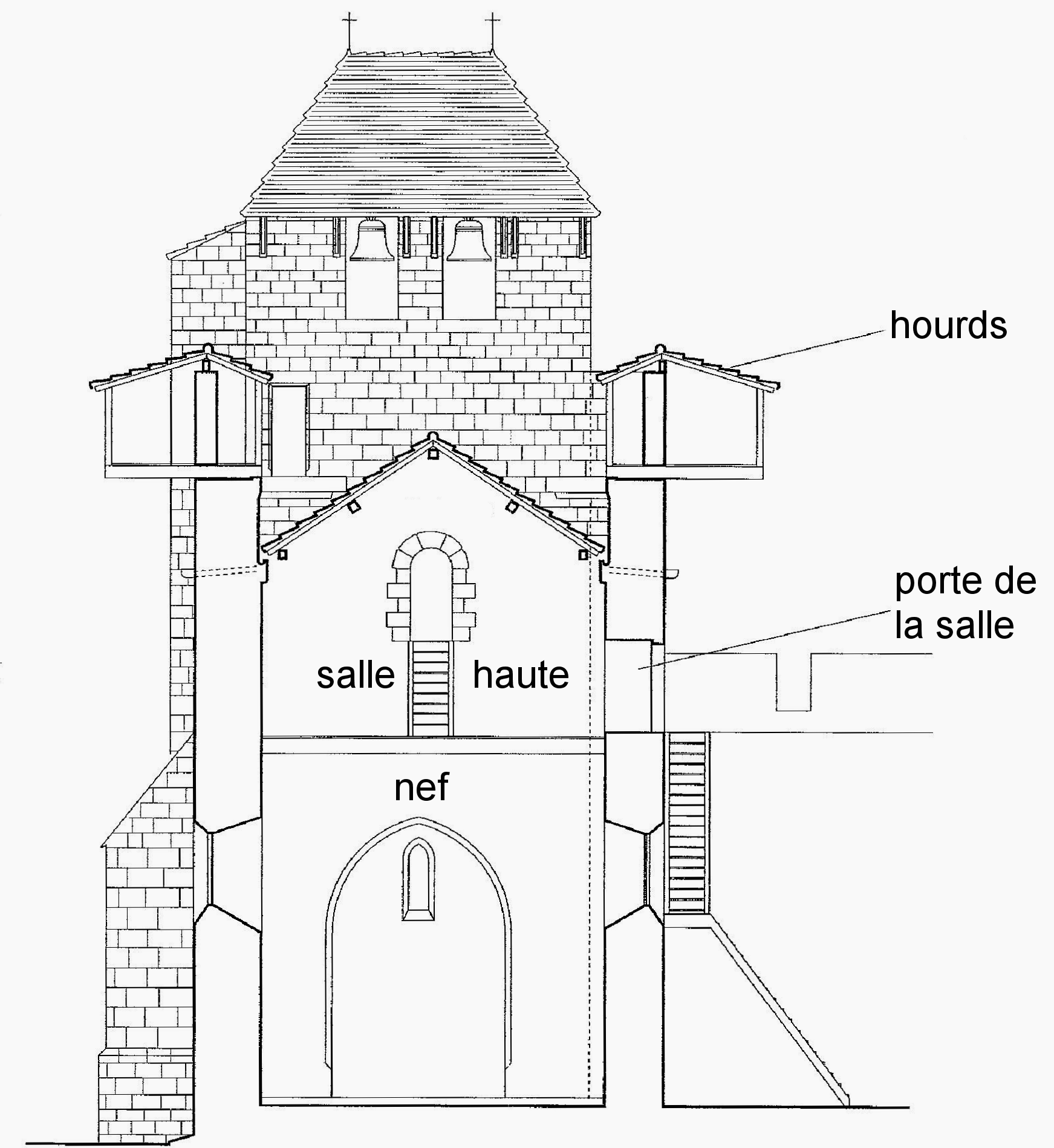
Coupe de l'église au XIIIe siècle d'après Stéphane Thouin

L'église faisait partie du castrum de Villeneuve situé à la limite de la forêt landaise. Le castrum de Villeneuve est mentionné en 1259 dans un hommage au comte de Toulouse. Bernard de Grauhet rend hommage en 1287 pour ce castrum. Il subsiste de l'enceinte du castrum un mur à l'ouest ainsi qu'une porte fortifiée. L'église faisait partie du système défensif.
La cure de Saint-Jean de Villeneuve a été donné au Xe siècle à l'abbaye de Saint-Sever par le duc de Gascogne Guillaume Sanche. Au XIIe siècle elle est soumise au prieuré bénédictin de Buzet, de l'ordre de Cluny. C'est le prieur de Buzet qui nommait le curé du village.
Il ne reste rien de l'église du Xe siècle. L'église actuelle date de la fin du XIIe siècle ou du début du XIIIe siècle. Elle comprend alors une nef de deux travées placée contre une tour de l'enceinte qui devait servir de donjon. Un élément du mur d'enceinte vient en appui contre la tour. La nef primitive n'était pas voûtée et formait une salle rectangulaire. Un plancher divisait le bâtiment en deux dans le sens de la hauteur, le premier étage servant de logement à la garnison accessible par un escalier situé dans l’épaisseur du mur de façade. Il permettait l’accès au chemin de ronde et aux fortifications plus ou moins mobiles : des hourds de bois, en encorbellement au-dessus du vide, interdisaient l’approche d’assaillants éventuels au pied du mur. Dans la nef proprement dite, les ouvertures sont étroites, comme des meurtrières. Les hourds ont été en service jusqu'au XVe siècle bien qu'ils aient souvent été remplacé depuis le XIIe siècle par des mâchicoulis.
Le chœur de l'église voûté en berceau brisé se trouve au rez-de-chaussée de l'ancienne tour. Il est surmonté par les étages de la tour. Le mur ouest de la tour a été surélevé par un clocher-mur. Les voûtes actuelles de la nef ont remplacé, au XVIe siècle, le plancher initial de la salle des gardes. La nef est alors divisée en deux travées. Les voûtes s’appuient sur des colonnes engagées dans les murs et sur des nervures. 
Au XVIe siècle, le mur de droite fut percé de deux arcades pour donner accès à une grande chapelle latérale également voûtée en croisées d’ogives dont le chevet est le mur d'enceinte. Au XVIIe siècle, cette chapelle fut décorée de peintures de facture harmonieuse.
La porte d’entrée en plein cintre est à trois ressauts et la décoration de têtes de clous. Une pierre gravée, encastrée au-dessus de la porte, laisse apparaître le monogramme du Christ (Croix, Alpha Omega ainsi que X et P) mais aussi les lettres irrégulièrement disposées : B A I G S N T, dont la signification n’a pas été clairement élucidée par les spécialistes.

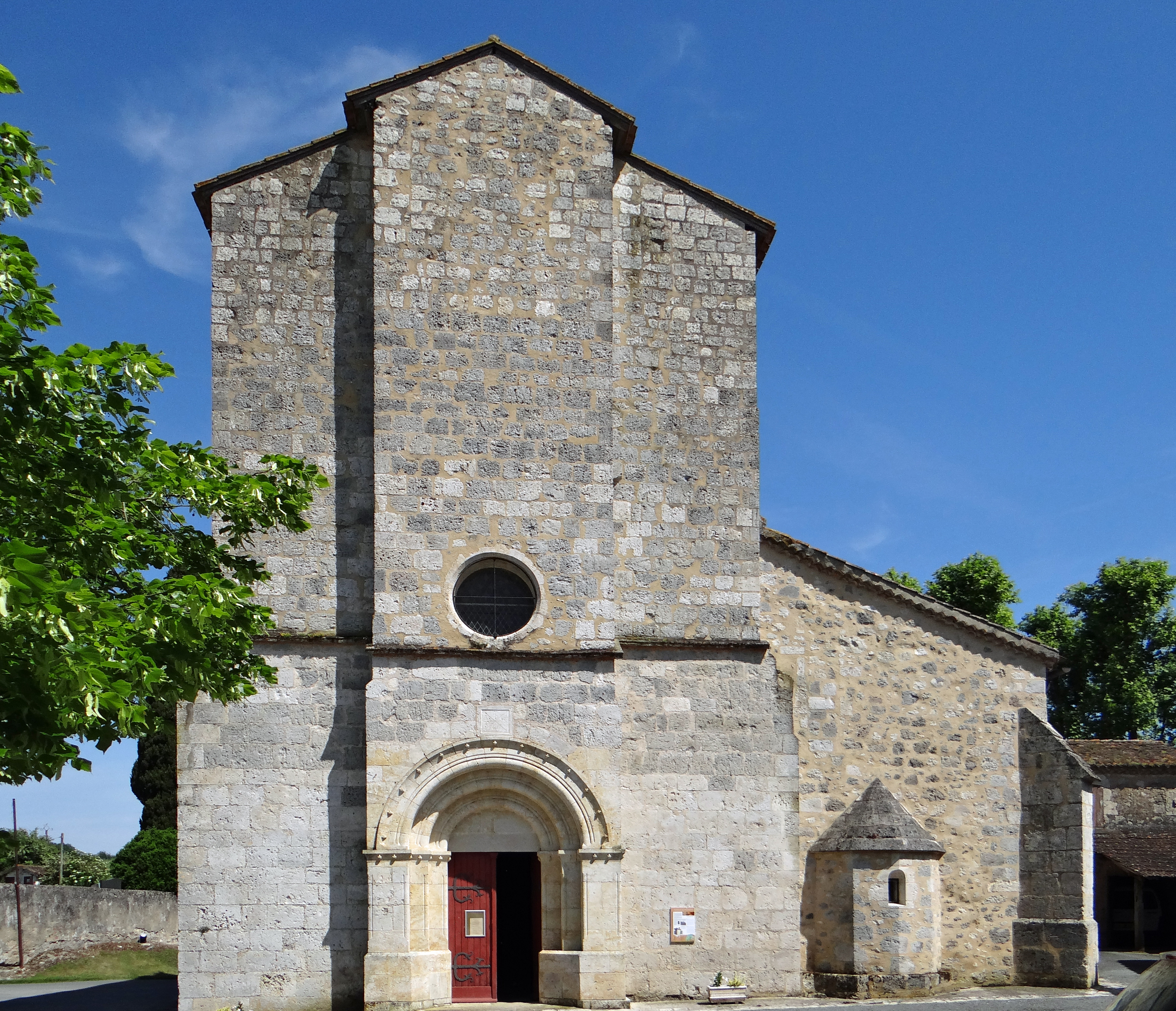
La façade occidentale et le portail
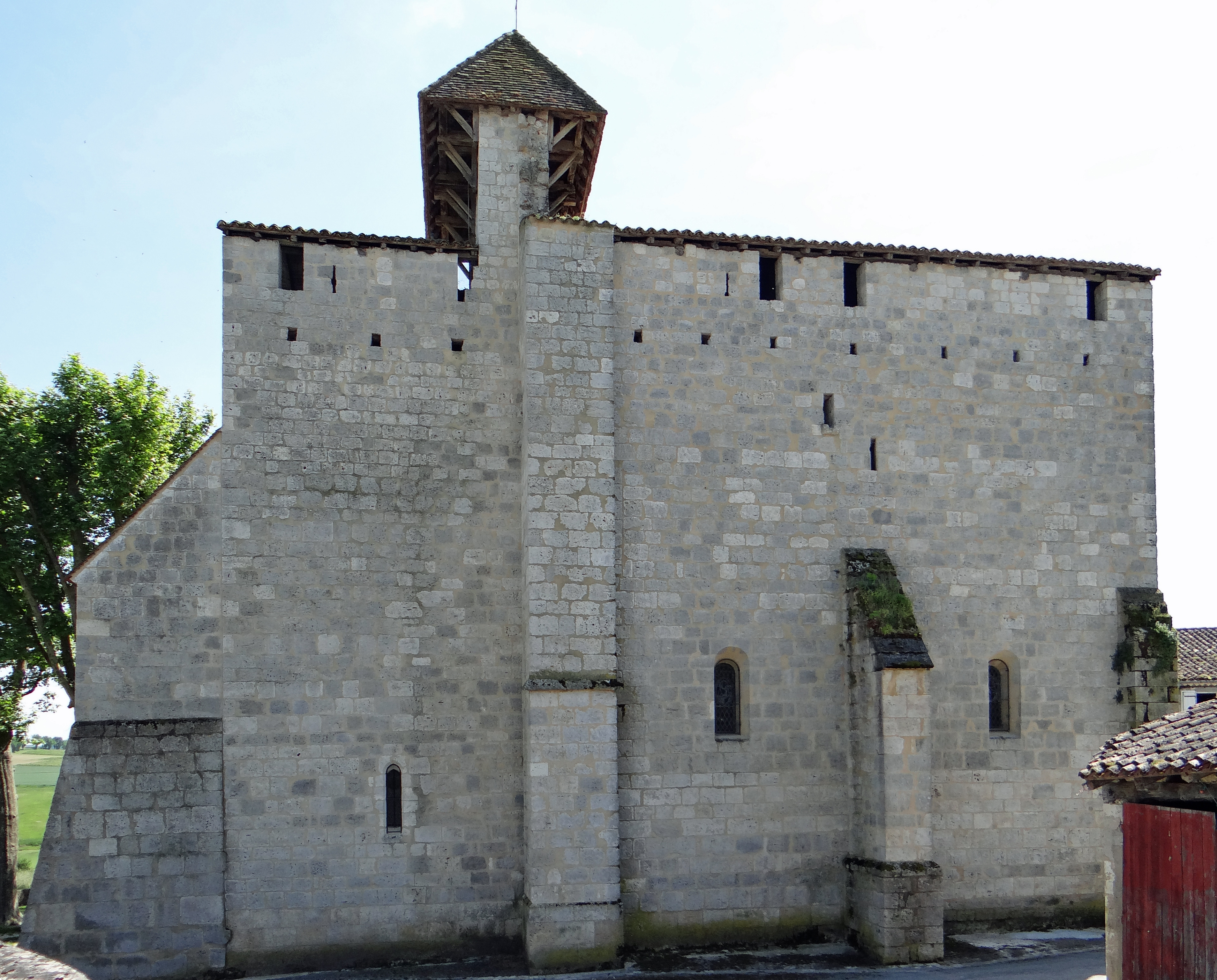
Le mur nord avec les appuis des hourds
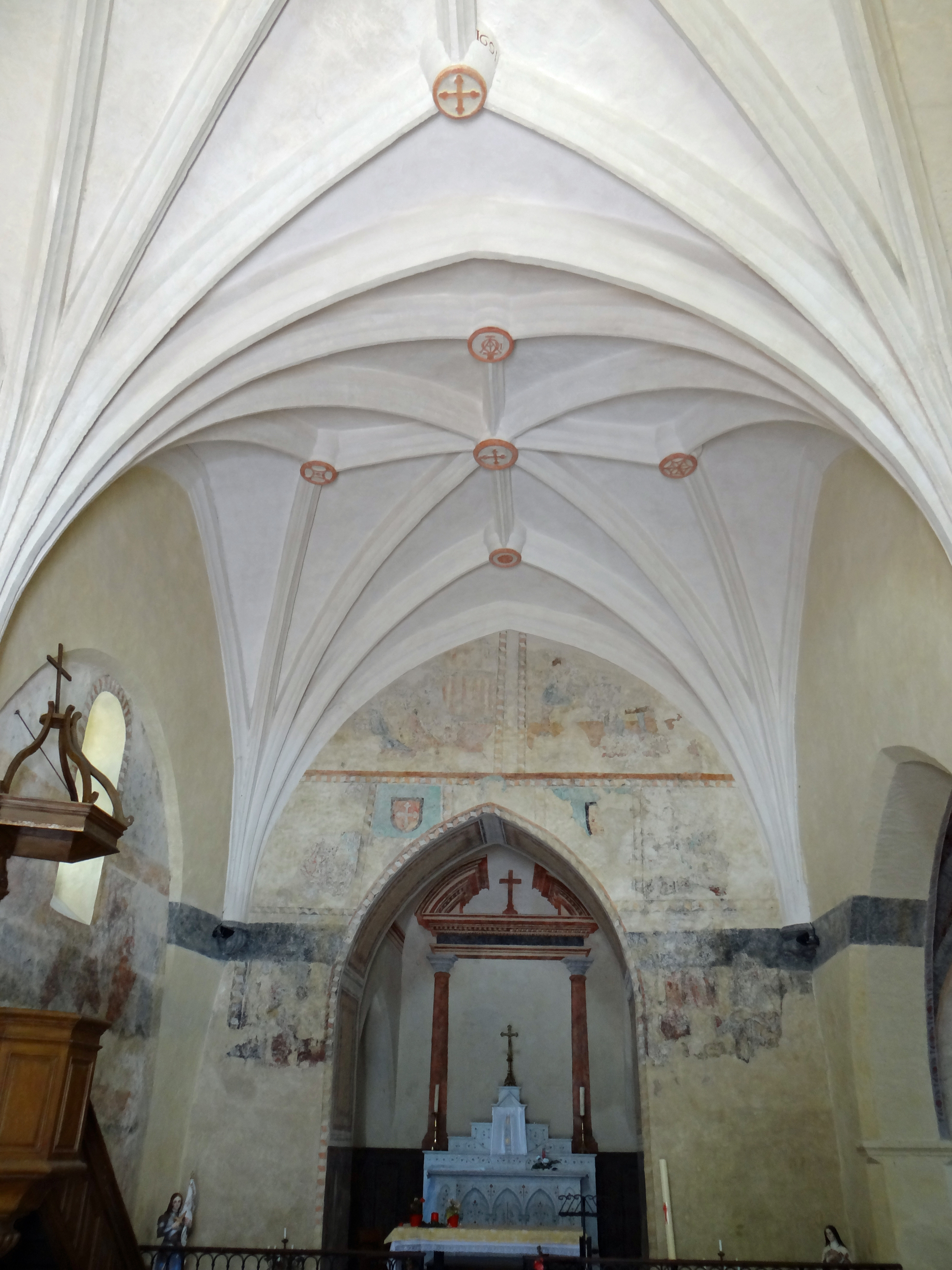
La nef et le chœur
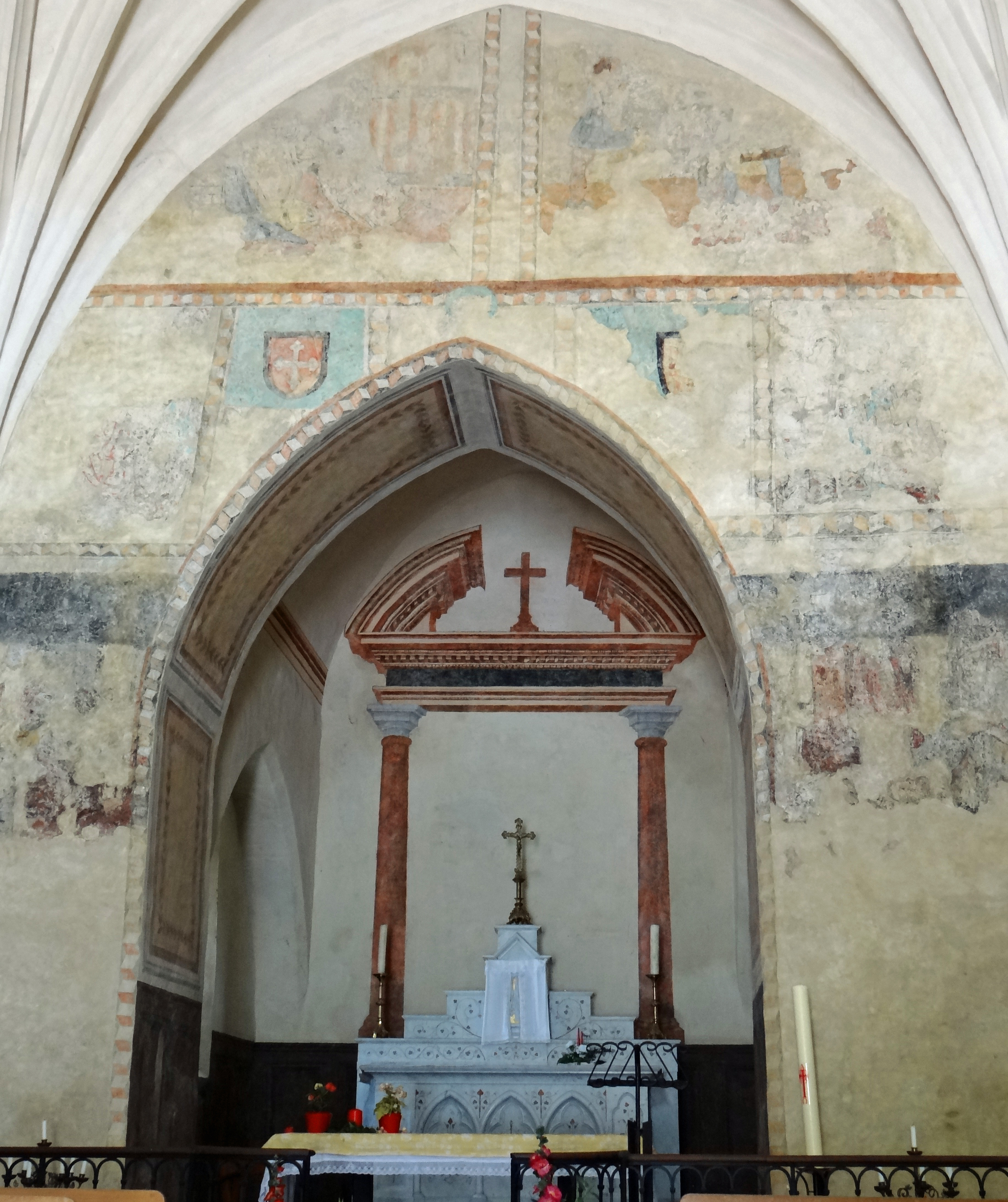
Vestiges de peintures
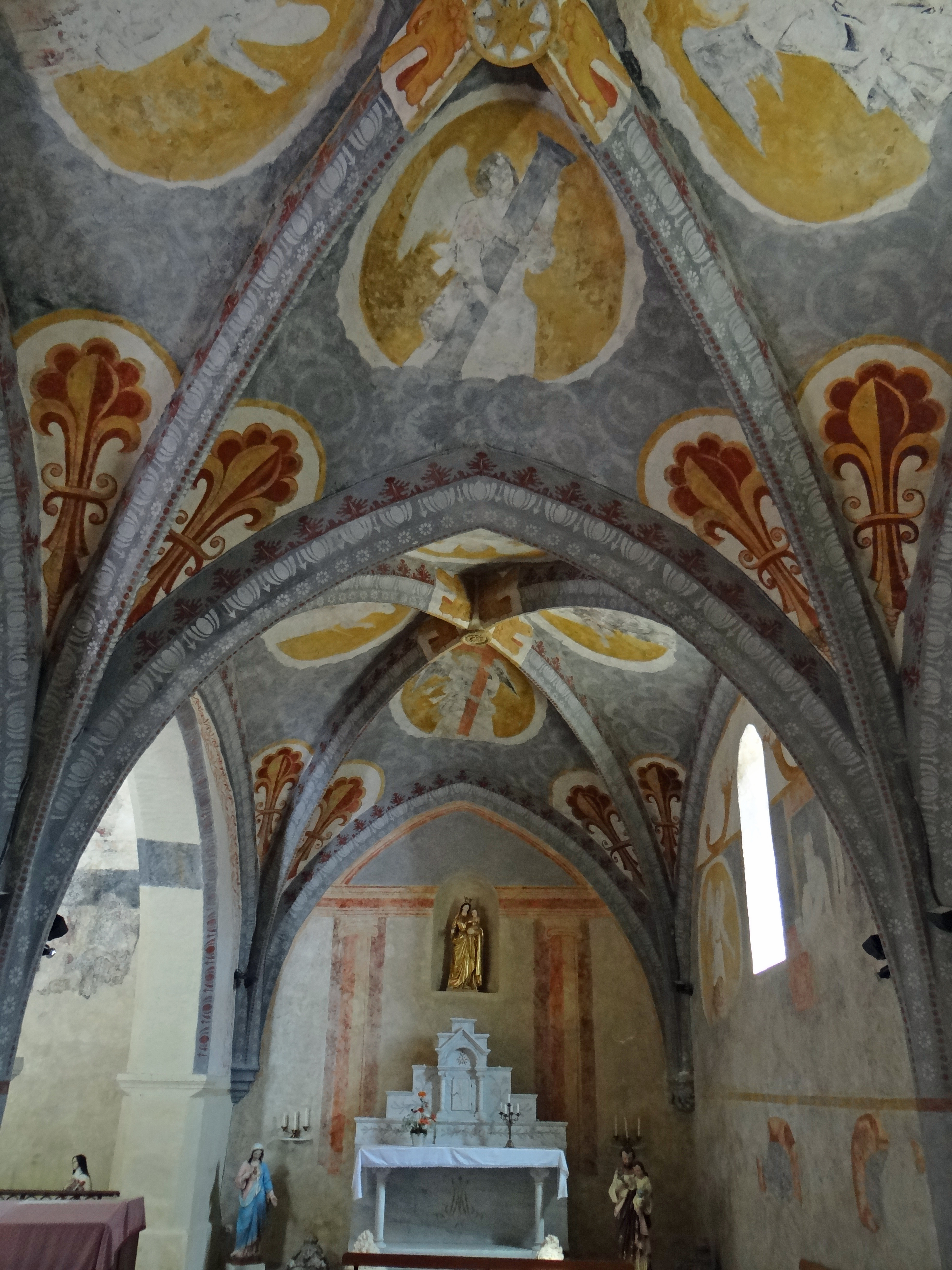
Bas-côté sud

L'édifice est classé au titre des monuments historiques en 1941,.